# Olympia Larissa BC
Olympia Larissa BC (en griego: Ολύμπια Λάρισας), es un equipo de baloncesto griego con sede en Larisa, que disputa la competición de la A1 Ethniki. Disputa sus partidos como local en el Larissa Neapolis Arena, con capacidad para 5.500 espectadores.

## Historia
El club fue fundado en 1979, lo que lo convierte en uno de los más jóvenes de la competición griega. Tras su paso por la A2 Ethniki en los años 90, ya en la máxima categoría consiguió alcanzar los play-offs de la liga por primera vez en la temporada 2006-07, tras acabar en séptima posición en la liga regular, algo que repetiría al año siguiente.
En 2008 disputa por vez primera una competición internacional, la FIBA EuroChallenge, alcanzando el Top 16, llegando en esa misma temporada a los cuartos de final de la Copa Griega.

## Jugadores destacados
| - Dimos Dikoudis - Nikos Ekonomou - Giorgos Printezis - Giorgos Tsiaras - Fanis Koumbouras - Prodromos Nikolaidis - Giorgos Apostolidis | - Erick Barkley - Tyrone Grant - Matt Walsh - A.J. Guyton - Morris Finley - Dontae' Jones - David Vaughn | - Franko Nakić - Aleksandar Radojevic - Vladimir Krstic - Stephen Arigbabu |